# Protoglomeridae
Protoglomeridae es una familia de milpiés. Sus 5 especies reconocidas son endémicas del Paleártico: sur de Europa y Magreb.

## Géneros
Se reconocen los siguientes:
- Eupeyerimhoffia Brölemann, 1913
- Glomerellina Silvestri, 1908
- Protoglomeris Brölemann, 1897